# Paddy Hehir

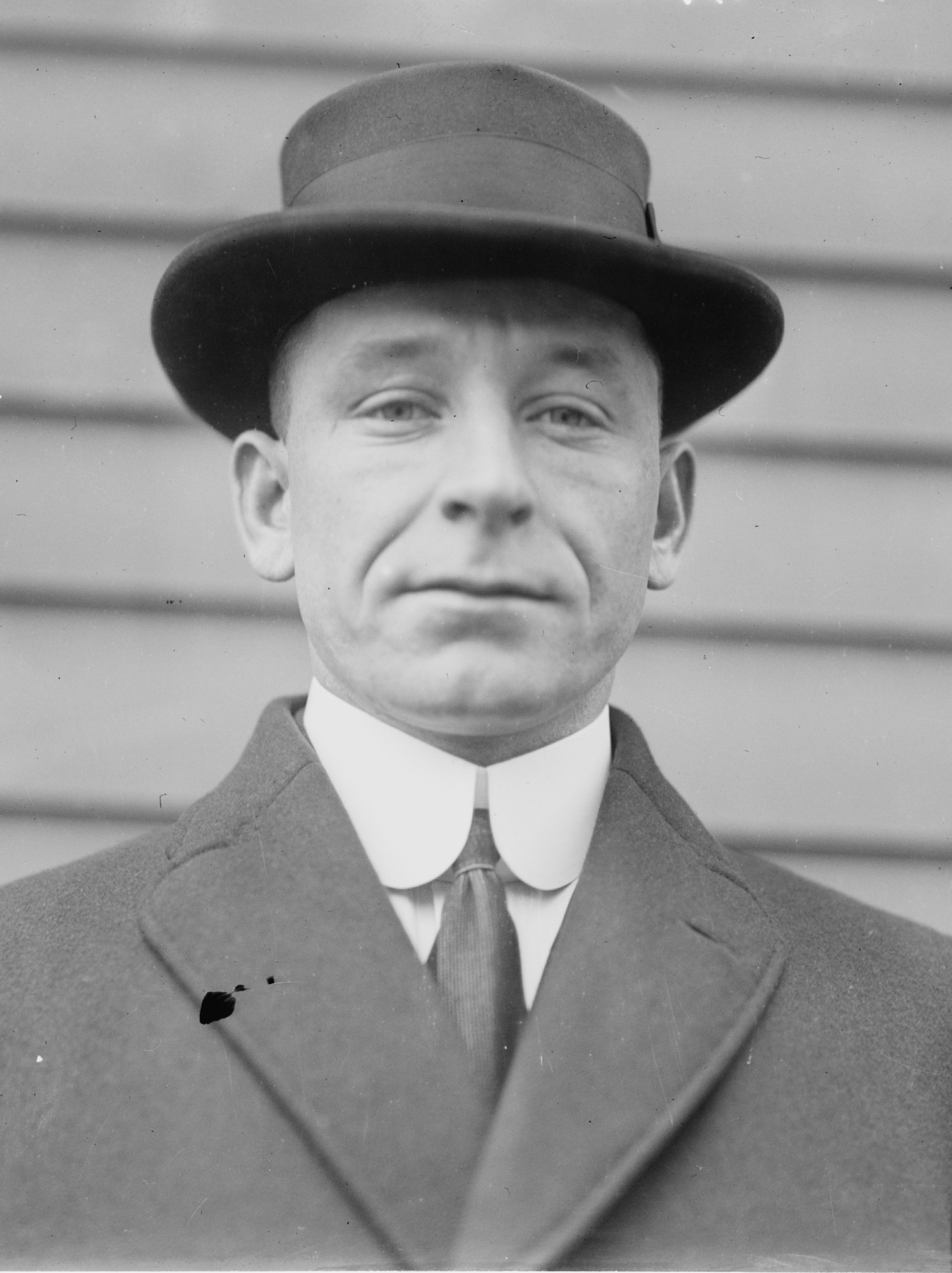
Paddy Hehir.

Patrick O'Sullivan "Paddy" Hehir, född 1889, död den 23 juni 1954 i Bacchus Marsh, var en australisk tävlingscyklist som speciellt hade framgångar i sexdagarslopp, av vilka han vann sju stycken. Under 1910-talet var han bosatt i USA, men återvände till Australien. Efter karriären startade han en cykeltillverkning (märket Ixion) i St. Kilda, Melbourne, tillsammans med Arthur Blair.

## Meriter

### Sexdagarslopp
1909/1910
Vinnare av Atlantic Citys sexdagars med Eddy Root
3:a i Newarks sexdagars med Ernie Pye
1910/1911
2:a i Bostons sexdagars med Alfred Goullet
2:a i Buffalos sexdagars med Alfred Goullet
1911/1912
Vinnare av Sydneys sexdagars med Alfred Goullet
Vinnare av Melbournes sexdagars med Alfred Goullet
1912/1913
Vinnare av Newarks sexdagars med Peter Drobach
Vinnare av Buffalos sexdagars med Peter Drobach
Vinnare av Torontos sexdagars med Eddy Root
2:a i Bostons sexdagars med Eddy Root
1913/1914
Vinnare av Indianapolis sexdagars med Peter Drobach
2:a i Bostons sexdagars med Eddy Root
2:a i Des Moines sexdagars med Peter Drobach
1914/1915
2:a i Des Moines sexdagars med Peter Drobach